# Baron von Bullshit Rides Again
Baron von Bullshit Rides Again es un bootleg en vivo de la banda Modest Mouse. Es el primer álbum no oficial en vivo, y luego se hizo oficial por el grupo. Algunas copias fueron vendidas exclusivamente por Park Avenue CD en Orlando, Florida. Posteriormente, se hizo disponible por Internet ese mismo año. Fue realizado el 13 de abril del 2004 bajo Epic Records, una semana después de que su álbum Good News For People Who Love Bad News estaba disponible en tiendas. El concierto en vivo fue en The Social en Orlando, Florida el 14 y 15 de febrero del 2004.

## Lista de canciones
1. "3rd Planet" – 5:25
2. "Never Ending Math Equation" – 3:38
3. "Wild Packs of Family Dogs" – 1:59
4. "Broke" – 3:36
5. "Paper Thin Walls" – 4:51
6. "I Came as a Rat" – 6:24
7. "Doin' the Cockroach" – 7:30
8. "Bankrupt on Selling" – 3:04
9. "Interstate 8" – 4:01
10. "The Good Times Are Killing Me" – 5:00

## "Free Bird"
Después de tocar "Paper Thin Walls", la banda fue interrumpida por los fanes diciéndoles que tocaran "Free Bird". Luego la banda dio varias razones por las cuales no podían tocarla.

Sé que he dicho esto antes, pero nuestro pasado tocando Free Bird es... NO hay pasado. No va a pasar, empezaré con la primera razón: NO tenemos idea de como tocar Free Bird, segundo es que en el hábitat natural de los insectos, oír eso simplemente los mataría, ¿o no?, no querrías eso, ¿verdad?. Es adorable. Es lindo. Tercero: siquiera si, siquiera si, alguien como, no sé, alguien supremo, como sea, bajara del Cielo o de las montañas o donde sea que proviniera, y nos bendijera con el conocimiento vasto de Free Bird y lo pudieramos tocar al revés, y cantar al revés, y hacer todo ese desmadre, simplemente seguiríamos sin hacerlo. Si esto fuera la fundación "Make a Wish" y te vas a morir en 20 minutos o lo suficiente para poder tocar Free Bird, seguiríamos sin tocarla. Y aquí está la última razón, la última razón es que la vida es jodidamente corta para tocar o escuchar Free Bird.
Isaac Brock

Terminado esto, la banda inmediatamente comenzó a tocar "I Came as a Rat".

## Trivia
- En la portada del álbum, aparece "MMIV". Sabiendo que el álbum fue grabado en el 2004, es como si los números tuvieran un significado. Es obvio que las iniciales de la banda están en el número del CD, la otra cosa es que, MMIV significa 2004 en números romanos

- Datos: Q4862958